# Sara Warburg
Sara Warburg, född 1805, död 1884, var en tysk bankir. Hon drev banken i Hamburg, M.M.Warburg & CO, den fjärde största i staden, efter sin makes död från 1856 till 1865.